# ياو وايتشاو
ياو وايتشاو (بالصينية: 叶伟超) (18 فبراير 1989 بغوانزو في الصين - ) هو لاعب كرة قدم صيني في مركز الهجوم. شارك مع منتخب الصين لكرة القدم. أما مع النوادي، فقد لعب مع غوانغجو إفرغراند تاوباو وMeizhou Hakka F.C. ‏ وShaanxi Wuzhou F.C. ‏ وشاوكسينج كيكياو يوجيا.

## وصلات خارجية
- ياو وايتشاو على موقع قاعدة بيانات كرة القدم.إي يو (الإنجليزية)
- ياو وايتشاو على موقع ناشيونال فوتبول تيمز (الإنجليزية)
- ياو وايتشاو على موقع Soccerway.com (الإنجليزية)
- ياو وايتشاو على موقع اللجنة الأولمبية الصينية (الإنجليزية)